# Llac meromíctic

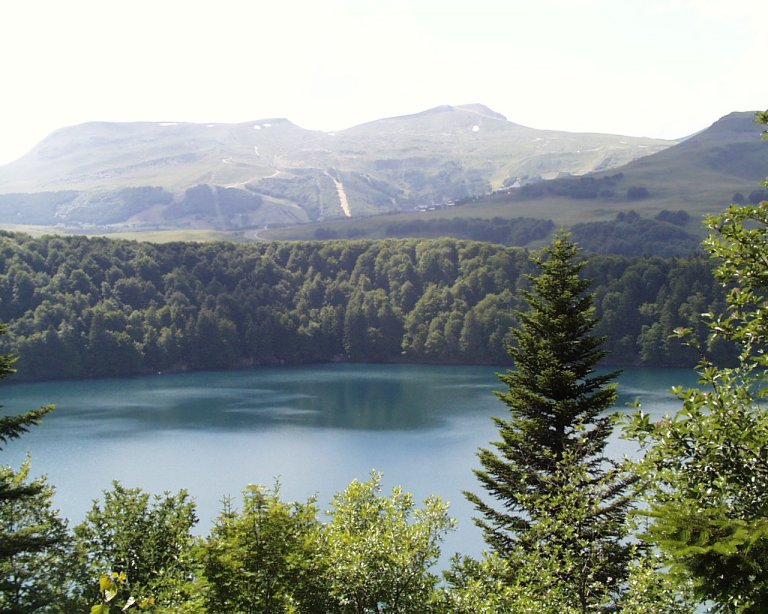
Llac Pavin a França, és un llac de cràter meromíctic

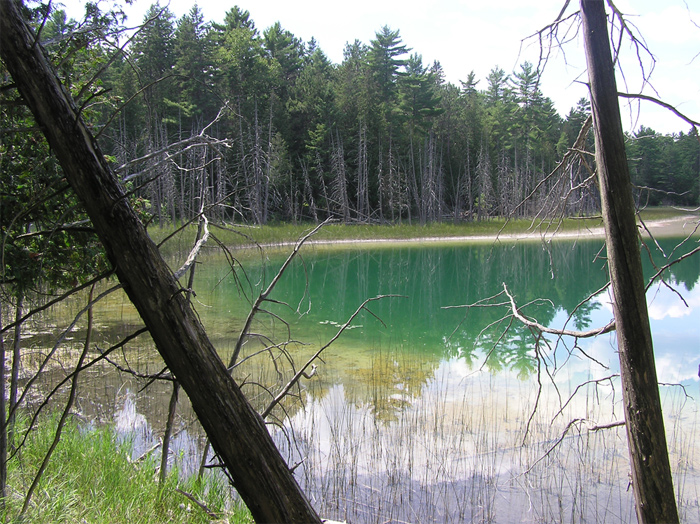
El llac McGinnis és un llac meromíctic que es troba prop de Peterborough, Ontario.

Un llac meromíctic té capes d'aigua que no es mesclen. Els llacs normalment són "holomíctics", com a mínim en alguna època de l'any hi ha una mescla física de les aigües superficials i les profundes. El mesclat pot ser portat a terme pel vent, que crea onades i turbulència a la superfície del llac, però el vent només és efectiu en èpoques de l'any quan les aigües profundes del llac no estan gaire més fredes o més calentes que les aigües de la superfície.
El terme "meromíctic" va ser encunyat per Ingo Findenegg l'any 1935, aparentment basat en el terme anterior "holomíctic". El concepte i termnologia va ser completat per G. Evelyn Hutchinson el 1937.

## Característiques

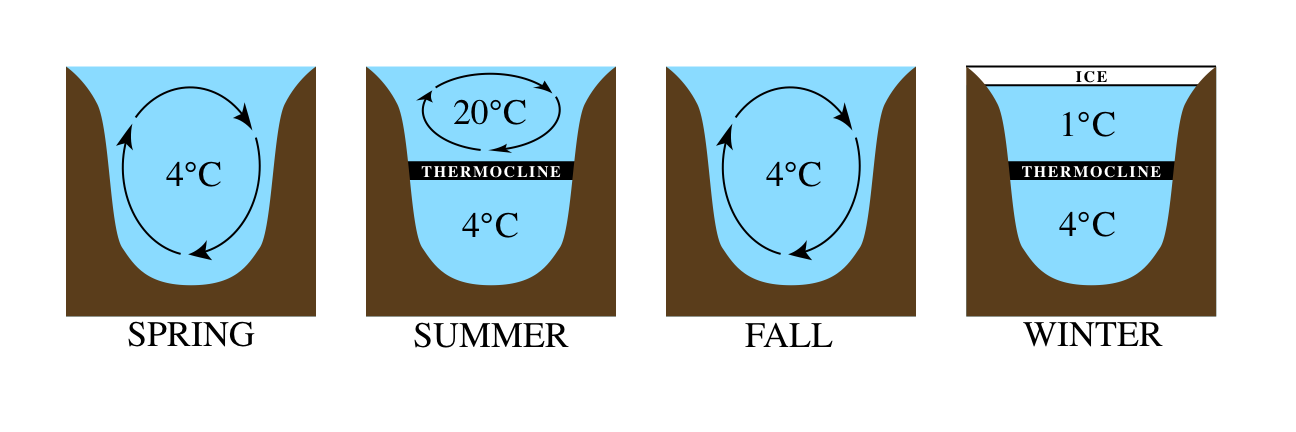
Patró de mescla en un llac dimíctic

La majoria de llacs són holomíctics i les seves aigües es mesclen. En els llacs monomíctics la mescla de les aigües té lloc només una vegada l'any típicament a la primavera o a la tardor) i en els llacs polimíctics la mescla ocorre diverses vegades l'any. En els llacs meromíctics les capes d'aigua dels llacs romanen sense mesclar per dècades o segles.
Entre les conseqüències de l'estratificació de l'aigua estable, la capa profunda o "monimolimnion" rep pc oxigen de l'atmosfera i és deficient en oxigen. mentre la capa superior o "mixolimnion" pot tenir 10 mg/l o més d'oxigen dissolt a l'estiu, el monimolimnion en un llac meromíctic en té menys d'1 mg/l. molt pocs organismes poden viure en un ambient tan pobre en oxigen. una excepció són els bacteris porpres del sofre els quals usen sofre per la fotosíntesi.
Aquest tipus de llacs es poden formar per:
- una conca anormalment profunda comparada amb la superfície del llac
- quan la capa inferior d'aigua del llac és molt salina i més densa que les capes superiors

Com que els sediments del fons d'aquests llacs no estan pertorbats són una eina per esbrinar els climes del passat.
El llac més gran del món meromíctic és la mar Negra i la mar Càspia és meromíctica per sota dels 100 metres de fondària. El Bàltic està persistentment estratificat amb grans zones de sediment hipòxic sota la seva haloclina.